# Euryopis maga
Euryopis maga är en spindelart som beskrevs av Simon 1908. Euryopis maga ingår i släktet Euryopis och familjen klotspindlar.
Artens utbredningsområde är Western Australia. Inga underarter finns listade i Catalogue of Life.